# 3121 Тамін
3121 Тамін (3121 Tamines) — астероїд головного поясу, відкритий 2 березня 1981 року.
Тіссеранів параметр щодо Юпітера — 3,632.